# Lausanne Hockey Club
Il Lausanne Hockey Club (abbreviato Lausanne HC) è una squadra di hockey su ghiaccio con sede nella città svizzera di Losanna, nel Canton Vaud. Fu fondata nel 1922. Attualmente la squadra milita nel massimo campionato svizzero, la National League. I colori sociali sono il rosso ed il bianco. 
Le partite casalinghe vengono disputate presso la Patinoire de Malley, che può contenere 8'000 spettatori.
Nel corso della sua storia la squadra ha conquistato sei titoli di Lega Nazionale B e ha vinto per una volta il titolo di Prima Lega nel girone Ovest.

## Storia
Il Lausanne HC nacque nel 1922, ed è una delle squadre di hockey su ghiaccio più antiche di Svizzera. Verso il 1938 il quartier generale della squadra si spostò nel quartiere di Montchoisi, e nasce il Montchoisi Hockey Club. Dal 1949 il nome tornò ad essere l'attuale Lausanne HC.
Trascorse molte stagioni in Lega Nazionale A, senza però mai raggiungere alcun successo, solamente due secondi posti nel 1950 e nel 1951. Nel 1992 la squadra dichiarò bancarotta, ma grazie al supporto dei tifosi in breve tempo la squadra tornò a militare nelle massime divisioni del campionato svizzero, fino ad essere promossa in LNA a inizio degli anni 2000. Nelle stagioni 2008-2009 e 2009-2010 il Lausanne HC non riuscì a conquistare la promozione dopo essere stato sconfitto entrambe le volte in gara-7 dall'EHC Biel.
Nella stagione 2012/2013, il Losanna ha battuto gli SCL Tigers alla sesta partita che si è conclusa sul punteggio di 3-2 à Malley. Il Lausanne HC è promosso in LNA.

## Cronologia
- 1921-1924: 1º livello
- 1924-1931: ?
- 1931-1932: 1º livello
- 1932-1937: ?

## Palmarès

### Competizioni nazionali
- Lega Nazionale B: 7

1956-1957, 1977-1978, 1994-1995, 2000-2001, 2008-2009, 2009-2010, 2012-2013
- Prima Lega: 1

1988-1989